# Mount Iliamna
Mount Iliamna (Dena'ina: Ch'naqał'in ; Sugpiaq: Puyulek) er en gletsjer-dækket stratovulkan i den stort set vulkanske Aleutian Range i det sydvestlige Alaska. Den 3.053 meter høje vulkan ligger i Chigmit-bjergene i Lake Clark National Park and Preserve, cirka 215 km sydvest for Anchorage på den vestlige side af Lower Cook Inlet. Det er den 25. mest fremtrædende top i USA.
Vulkanens gletsjere har i vid udstrækning ændret dens profil, skærende, dyb og skabt stejle klipper og cirques. En højderyg strækker sig 5 kilometer syd fra bjergets hoveddel, med nordtvilling- og sydtvillingtoppe langs dets længde. Der er intet topkrater, kun en zone af fumaroler lige syd for toppen i toppen af den store kollapszone i spidsen af den røde gletsjer, som blotter et tværsnit af bjerget.

## Udbrud
Der er begrænset kendskab til holocæn udbrudsaktivitet fra Iliamna, men Kulstof 14-datering synes at indikere mindst et par udbrud, alle før den europæiske bosættelse i Alaska. Forhistoriske udbrud er blevet dateret til 5050 og 2050 fvt ( VEI -4), 450 fvt og 1650. Historisk observerede udbrud fandt sted i 1867 (VEI-2) og 1876 (VEI-3), med ubekræftede udbrud i 1933, 1947, 1952 og 1953. Fumaroles omkring 2.740 meters højde på den østlige flanke producerer næsten konstante dampfaner og mindre mængder svovlholdige gasser. Disse faner er ret kraftige og har resulteret i adskillige forvarsler og tidlige historiske beretninger om "udbrud" ved vulkanen Iliamna. Jordskælvsværme og forhøjet seismicitet og gasemissioner blev rapporteret i 1996-97 og 2011-13. Iliamna blev rangeret som en højtruende vulkan af US Geological Survey i 2005 og 2018. 2018-vurderingen rangerede Iliamna som den 20. mest farlige vulkan i USA, op fra den 22., med en luftfartstrusselscore på 34 og en samlet score på 115, den næsthøjeste i kategorien "høj trussel".
Store gletschere stråler ud fra toppen af Iliamna, inklusive Red Glacier, Tuxedni-gletsjeren, Lateral-gletsjeren og Paraply-gletsjeren.
Iliamna blev første gang besteget i 1959. Det blev udpeget som et National Natural Landmark i 1976.